# 棕色四齒七鰓鰻
棕色四齒七鰓鰻（學名：Tetrapleurodon spadiceus），為圓口綱七鰓鰻目七鰓鰻科四齒七鰓鰻屬的一種，被IUCN列為極危保育類動物，分布於北美洲墨西哥Celio、Duero與Lerma河、Chapla湖流域，本魚軀幹肌節60-65，口上板，2顆單尖牙；口下板，單尖齒5-9顆，其中大尖齒4-5顆，小尖齒0-4顆，橫舌板弱U形，單尖齒17-22顆，中間一或兩顆單尖齒稍擴大；縱舌片圓括號狀，每片有24-25顆單尖齒，尾鰭鏟狀，體長可達31公分，棲息在水質清澈、沙石底質的溪流，幼魚以矽藻及有機碎屑為食，變態發生在四月至八月，變態為成魚後，會吸附在其他魚類身上，吸食血液，大約在6月下旬至7月上旬，回溯至河川上游交配，交配產卵後死亡。